# Landbouwkrediet-Colnago/2005
Deze pagina geeft een overzicht van de Landbouwkrediet-Colnago-wielerploeg in 2005.

## Algemene gegevens
Sponsor: Landbouwkrediet, Colnago
Algemeen manager: Gérard Bulens
Ploegleiders: Claude Criquielion, Jef De Bilde, Marco Saligari, Claude Van Coillie
Fietsen: Colnago
Onderdelen: Campagnolo

## Lijst van renners
| Naam                          | Geboortedatum | Nationaliteit       | Ploeg 2004                       |
| ----------------------------- | ------------- | ------------------- | -------------------------------- |
| Tony Bracke                   | 15-12-1971    | België              |                                  |
| Ludovic Capelle               | 27-02-1976    | België              |                                  |
| Mathieu Criquielion           | 27-04-1981    | België              | Neo                              |
| Steven Cummings               | 19-03-1981    | Verenigd Koninkrijk | Neo                              |
| Thierry De Groote             | 09-05-1975    | België              | Palmans-Collstrop-MrBookmaker.be |
| Bert De Waele                 | 21-07-1975    | België              |                                  |
| Glenn D'Hollander             | 28-12-1974    | België              | Lotto-Domo                       |
| Ludo Dierckxsens              | 14-10-1964    | België              |                                  |
| Grégory Habeaux               | 20-10-1982    | België              | Neo                              |
| Sergej Lagoetin               | 14-01-1981    | Oezbekistan         |                                  |
| Maxime Monfort                | 14-01-1983    | België              |                                  |
| Sven Renders                  | 12-08-1981    | België              | Jong Vlaanderen 2016             |
| Nico Sijmens                  | 01-04-1978    | België              |                                  |
| Jean-Paul Simon               | 26-03-1982    | België              |                                  |
| Jurgen Van De Walle           | 09-02-1977    | België              | Chocolade Jacques-Wincor Nixdorf |
| Jurgen Van Loocke             | 01-07-1980    | België              |                                  |
| James Vanlandschoot           | 26-08-1978    | België              | Relax-Bodysol                    |
| Geert Verheyen                | 10-03-1973    | België              | Chocolade Jacques-Wincor Nixdorf |
| Johan Verstrepen              | 21-10-1967    | België              |                                  |
|                               |               |                     |                                  |
| Jean-Claude Lebeau (stagiair) | 05-06-1979    | België              |                                  |
| Michael Simms (stagiair)      | 02-01-1980    | Australië           |                                  |
| David Verheyen (stagiair)     | 15-09-1981    | België              |                                  |

## Belangrijke overwinningen
| Hel van het Mergelland Winnaar: Nico Sijmens Ronde van België 3e etappe deel A: Jurgen Van Loocke Haspengouwse Pijl Winnaar: Geert Verheyen Nationale kampioenschappen wielrennen Oezbekistan: Sergej Lagoetin Oezbekistan - Tijdrit: Sergej Lagoetin Regio Tour International 2e etappe: Nico Sijmens Eindklassement: Nico Sijmens |

1992 · 1993 · 1994 · 1995 · 1996 · 1997 · 1998 · 1999 · 2000 · 2001 · 2002 · 2003 · 2004 · 2005 · 2006 · 2007 · 2008 · 2009 · 2010 · 2011 · 2012 · 2013 · 2014